# Portugalia na Letnich Igrzyskach Olimpijskich 2016
Portugalia na Letnich Igrzyskach Olimpijskich 2016 liczyła 92 zawodników w 16 dyscyplinach. Telma Monteiro zdobyła jedyny medal dla reprezentacji.

## Zdobyte medale
| Medal | Zawodnik       | Dyscyplina | Konkurencja | Data       |
| ----- | -------------- | ---------- | ----------- | ---------- |
| Brąz  | Telma Monteiro | Judo       | −57kg       | 8 sierpnia |

## Skład reprezentacji

### Badminton
| Zawodnik      | Konkurencja      | Faza grupowa                              | Faza grupowa                          | Faza grupowa                   | Faza grupowa | 1/8 finału       | Ćwierćfinały     | Półfinały        | Finał            |
| Zawodnik      | Konkurencja      | Przeciwnik Wynik                          | Przeciwnik Wynik                      | Przeciwnik Wynik               | Pozycja      | Przeciwnik Wynik | Przeciwnik Wynik | Przeciwnik Wynik | Przeciwnik Wynik |
| ------------- | ---------------- | ----------------------------------------- | ------------------------------------- | ------------------------------ | ------------ | ---------------- | ---------------- | ---------------- | ---------------- |
| Pedro Martins | singiel mężczyzn | Martin Giuffre P 1:2 (21-14, 22-24, 6-21) | Ng Ka Long P 0:2 (17-21, 18-21)       | —                              | 3.           | NQ               | NQ               | NQ               | NQ               |
| Telma Santos  | singiel kobiet   | Li Xuerui P 0:2 (12-21,7-21)              | Iris Wang P 1:2 (21-18, 10-21, 12-21) | Lianne Tan P 0:2 (16-21,18-21) | 4.           | NQ               | NQ               | NQ               | NQ               |

### Gimnastyka

#### Gimnastyka artystyczna
| Zawodnik           | Konkurencja                  | Eliminacje | Eliminacje | Finał | Finał   |
| Zawodnik           | Konkurencja                  | Wynik      | Pozycja    | Wynik | Pozycja |
| ------------------ | ---------------------------- | ---------- | ---------- | ----- | ------- |
| Ana Filipa Martins | wielobój indywidualny kobiet | 54.298     | 37.        | NQ    | NQ      |

#### Trampolina
| Zawodnik    | Konkurencja                   | Kwalifikacje | Kwalifikacje | Finał | Finał   |
| Zawodnik    | Konkurencja                   | Wynik        | Pozycja      | Wynik | Pozycja |
| ----------- | ----------------------------- | ------------ | ------------ | ----- | ------- |
| Diogo Abreu | skoki na trampolinie mężczyzn | 55.855       | 16.          | NQ    | NQ      |
| Ana Rente   | skoki na trampolinie kobiet   | 97.885       | 11.          | NQ    | NQ      |

### Golf
| Zawodnik         | Konkurencja | Runda 1 | Runda 2 | Runda 3 | Runda 4 | Wynik | Poniżej par | Pozycja |
| ---------------- | ----------- | ------- | ------- | ------- | ------- | ----- | ----------- | ------- |
| Ricardo Gouveia  | mężczyźni   | 73      | 68      | 76      | 80      | 297   | +13         | 59.     |
| José-Filipe Lima | mężczyźni   | 70      | 70      | 77      | 71      | 288   | +4          | 48.     |

### Jeździectwo
| Zawodnik      | Koń            | Konkurencja         | Kwalifikacje | Kwalifikacje | Kwalifikacje | Kwalifikacje | Kwalifikacje | Kwalifikacje | Kwalifikacje | Kwalifikacje | Finał   | Finał   | Finał   | Finał        | Finał   |
| Zawodnik      | Koń            | Konkurencja         | Runda 1      | Runda 1      | Runda 2      | Runda 2      | Runda 2      | Runda 3      | Runda 3      | Runda 3      | Runda A | Runda A | Runda B | Runda B      | Runda B |
| Zawodnik      | Koń            | Konkurencja         | Kary         | Pozycja      | Kary         | Kary łącznie | Pozycja      | Kary         | Kary łącznie | Pozycja      | Kary    | Pozycja | Kary    | Kary łącznie | Pozycja |
| ------------- | -------------- | ------------------- | ------------ | ------------ | ------------ | ------------ | ------------ | ------------ | ------------ | ------------ | ------- | ------- | ------- | ------------ | ------- |
| Luciana Diniz | Fit for Fun 13 | skoki indywidualnie | 8            | 53. (Q)      | 0            | 8            | 30. (Q)      | 5            | 13           | 33. (Q)      | 4       | 16. (Q) | 0       | 4            | 9.      |

### Judo
| Zawodnik       | Konkurencja      | Runda 1                           | Runda 2                      | Runda 3                      | Ćwierćfinały                            | Półfinały        | Repasaże                | Finał                      | Finał   |
| Zawodnik       | Konkurencja      | Przeciwnik Wynik                  | Przeciwnik Wynik             | Przeciwnik Wynik             | Przeciwnik Wynik                        | Przeciwnik Wynik | Przeciwnik Wynik        | Przeciwnik Wynik           | Pozycja |
| -------------- | ---------------- | --------------------------------- | ---------------------------- | ---------------------------- | --------------------------------------- | ---------------- | ----------------------- | -------------------------- | ------- |
| Sergiu Oleinic | −66 kg mężczyzn  | —                                 | Heorhij Zantaraja W 001-000  | Wander Mateo P 000-100       | NQ                                      | NQ               | NQ                      | NQ                         | 9-16.   |
| Nuno Saraiva   | −73 kg mężczyzn  | —                                 | Miklós Ungvári P 000-011     | NQ                           | NQ                                      | NQ               | NQ                      | NQ                         | 17-32.  |
| Célio Dias     | −90 kg mężczyzn  | —                                 | BYE                          | Celtus Dossou Yovo L 001-100 | NQ                                      | NQ               | NQ                      | NQ                         | 9-16.   |
| Jorge Fonseca  | −100 kg mężczyzn | Mohammad Tawfiq Bakhshi W 100-000 | Lukáš Krpálek L 001-010      | NQ                           | NQ                                      | NQ               | NQ                      | NQ                         | 17-32.  |
| Joana Ramos    | −52 kg kobiet    | —                                 | Antoinette Gasongo W 102-000 | Ma Yingnan P 000-010         | NQ                                      | NQ               | NQ                      | NQ                         | 9-16.   |
| Telma Monteiro | −57 kg kobiet    | —                                 | BYE                          | Darcina Manuel W 002-000     | Dordżsürengijn Sumjaa P 000-000 (shido) | NQ               | Automne Pavia W 100-000 | Corina Căprioriu W 001-000 | brąz    |

### Kajakarstwo

#### Kajakarstwo klasyczne
| Zawodnik                                                    | Konkurencja         | Eliminacje | Eliminacje | Półfinały | Półfinały | Finał    | Finał   | Końcowa pozycja |
| Zawodnik                                                    | Konkurencja         | Wynik      | Pozycja    | Wynik     | Pozycja   | Wynik    | Pozycja | Końcowa pozycja |
| ----------------------------------------------------------- | ------------------- | ---------- | ---------- | --------- | --------- | -------- | ------- | --------------- |
| Hélder Silva                                                | C-1 200 m mężczyzn  | 40.578     | 3. (Q)     | 41.162    | 5. (FB)   | 40.388   | 5.      | 13.             |
| Fernando Pimenta                                            | K-1 1000 m mężczyzn | 3:33.140   | 1. (Q)     | 3:33.420  | 2. (FA)   | 3:35.349 | 5.      | 5.              |
| Emanuel Silva João Ribeiro                                  | K-2 1000 m mężczyzn | 3:26.284   | 4. (Q)     | 3:18.099  | 1. (FA)   | 3:12.889 | 4.      | 4.              |
| David Fernandes Fernando Pimenta João Ribeiro Emanuel Silva | K-4 1000 m mężczyzn | 3:01.498   | 4. (Q)     | 2:58.233  | 2. (FA)   | 3:07.482 | 6.      | 6.              |
| Francisca Laia                                              | K-1 200 m kobiet    | 41.368     | 2. (Q)     | 41.573    | 5. (FB)   | 42.695   | 8.      | 16.             |
| Teresa Portela                                              | K-1 500 m kobiet    | 1:56.439   | 3. (Q)     | 1:58.360  | 4. (FB)   | 1:58.058 | 3.      | 11.             |

#### Kajakarstwo górskie
| Zawodnik      | Konkurencja  | Eliminacje | Eliminacje | Eliminacje | Eliminacje | Eliminacje     | Eliminacje     | Półfinał | Półfinał | Finał  | Finał   |
| Zawodnik      | Konkurencja  | Przejazd 1 | Przejazd 1 | Przejazd 2 | Przejazd 2 | Najlepszy czas | Najlepszy czas | Wynik    | Pozycja  | Wynik  | Pozycja |
| Zawodnik      | Konkurencja  | Wynik      | Pozycja    | Wynik      | Pozycja    | Wynik          | Pozycja        | Wynik    | Pozycja  | Wynik  | Pozycja |
| ------------- | ------------ | ---------- | ---------- | ---------- | ---------- | -------------- | -------------- | -------- | -------- | ------ | ------- |
| José Carvalho | C-1 mężczyzn | 111,01     | 17.        | 99,18      | 8.         | 99,18          | 11. (Q)        | 101,04   | 9. (Q)   | 105,74 | 9.      |

### Kolarstwo

#### Kolarstwo szosowe
| Zawodnik        | Konkurencja                         | Czas    | Pozycja |
| --------------- | ----------------------------------- | ------- | ------- |
| André Cardoso   | wyścig ze startu wspólnego mężczyzn | 6:22:23 | 36.     |
| Rui Costa       | wyścig ze startu wspólnego mężczyzn | 6:12:34 | 10.     |
| José Mendes     | wyścig ze startu wspólnego mężczyzn | 6:30:05 | 53.     |
| Nelson Oliveira | wyścig ze startu wspólnego mężczyzn | DNF     | DNF     |
| Nelson Oliveira | jazda indywidualna na czas mężczyzn | 1:14:15 | 7.      |

#### Kolarstwo górskie
| Zawodnik       | Konkurencja            | Czas    | Pozycja |
| -------------- | ---------------------- | ------- | ------- |
| Tiago Ferreira | cross-country mężczyzn | +2 okr. | 39.     |
| David Rosa     | cross-country mężczyzn | +5 okr. | 44.     |

### Lekkoatletyka

#### Konkurencje biegowe
| Zawodnik           | Konkurencja                       | Eliminacje | Eliminacje | Półfinały | Półfinały | Finał    | Finał   |
| Zawodnik           | Konkurencja                       | Czas       | Pozycja    | Czas      | Pozycja   | Czas     | Pozycja |
| ------------------ | --------------------------------- | ---------- | ---------- | --------- | --------- | -------- | ------- |
| Miguel Carvalho    | chód na 50 km mężczyzn            | —          | —          | —         | —         | 4:08:16  | 36.     |
| Pedro Isidro       | chód na 50 km mężczyzn            | —          | —          | —         | —         | 4:03:42  | 32.     |
| João Vieira        | chód na 50 km mężczyzn            | —          | —          | —         | —         | DNF      | DNF     |
| João Vieira        | chód na 20 km mężczyzn            | —          | —          | —         | —         | 1:23:03  | 31.     |
| Sérgio Vieira      | chód na 20 km mężczyzn            | —          | —          | —         | —         | 1:27:39  | 53.     |
| Ricardo Ribas      | maraton mężczyzn                  | —          | —          | —         | —         | 2:38:29  | 134.    |
| Rui Pedro Silva    | maraton mężczyzn                  | —          | —          | —         | —         | 2:30:52  | 123.    |
| Jéssica Augusto    | maraton kobiet                    | —          | —          | —         | —         | DNF      | DNF     |
| Ana Dulce Félix    | maraton kobiet                    | —          | —          | —         | —         | 2:30:39  | 16.     |
| Sara Moreira       | maraton kobiet                    | —          | —          | —         | —         | DNF      | DNF     |
| Ana Cabecinha      | chód na 20 km kobiet              | —          | —          | —         | —         | 1:29:23  | 6.      |
| Daniela Cardoso    | chód na 20 km kobiet              | —          | —          | —         | —         | 1:36:13  | 37.     |
| Inês Henriques     | chód na 20 km kobiet              | —          | —          | —         | —         | 1:31:28  | 12.     |
| Cátia Azevedo      | bieg na 400 m kobiet              | 52,38      | 4.         | NQ        | NQ        | NQ       | NQ      |
| Vera Barbosa       | bieg na 400 m przez płotki kobiet | 57.28      | 6.         | NQ        | NQ        | NQ       | NQ      |
| Lorène Bazolo      | bieg na 100 m kobiet              | 11,43      | 4.         | NQ        | NQ        | NQ       | NQ      |
| Lorène Bazolo      | bieg na 200 m kobiet              | 23,01      | 4.         | NQ        | NQ        | NQ       | NQ      |
| Marta Pen          | bieg na 1500 m kobiet             | 4:18,53    | 12.        | NQ        | NQ        | NQ       | NQ      |
| Carla Salomé Rocha | bieg na 10000 m kobiet            | —          | —          | —         | —         | 32:06,05 | 26.     |

#### Konkurencje techniczne
| Zawodnik               | Konkurencja             | Eliminacje                     | Eliminacje                     | Finał                          | Finał                          |
| Zawodnik               | Konkurencja             | Wynik                          | Pozycja                        | Wynik                          | Pozycja                        |
| ---------------------- | ----------------------- | ------------------------------ | ------------------------------ | ------------------------------ | ------------------------------ |
| Tsanko Arnaudov        | pchnięcie kulą mężczyzn | 18,88                          | 29.                            | NQ                             | NQ                             |
| Nelson Évora           | trójskok mężczyzn       | 16,99                          | 4. (Q)                         | 17,03                          | 6.                             |
| Susana Costa           | trójskok kobiet         | 14,12                          | 11. (q)                        | 14,12                          | 9.                             |
| Patrícia Mamona        | trójskok kobiet         | 14,18                          | 9. (q)                         | 14,65                          | 6.                             |
| Marta Onofre           | skok o tyczce kobiet    | 4,30                           | 24.                            | NQ                             | NQ                             |
| Maria Eleonor Tavarese | skok o tyczce kobiet    | 4,15                           | 15.                            | NQ                             | NQ                             |
| Irina Rodrigues        | rzut dyskiem kobiet     | Wycofała się z powodu kontuzji | Wycofała się z powodu kontuzji | Wycofała się z powodu kontuzji | Wycofała się z powodu kontuzji |

### Piłka nożna
| Zawodnik            | Klub                   |
| ------------------- | ---------------------- |
| Bruno Varela        | Vitória Setúbal        |
| Ricardo Esgaio      | Sporting CP            |
| Tiago Ilori         | Liverpool F.C.         |
| Tobias Figueiredo   | CD Nacional            |
| Edgar Ié            | Villarreal CF B        |
| Tomás Podstawski    | FC Porto B             |
| André Martins       | Olympiakos SFP         |
| Sérgio Oliveira     | FC Porto               |
| Gonçalo Paciência   | FC Porto               |
| Bruno Fernandes     | Udinese Calcio         |
| Salvador Agra       | CD Nacional            |
| Joel Castro Pereira | Manchester United F.C. |
| Pité                | CD Tondela             |
| Paulo Henrique      | FC Paços de Ferreira   |
| Fernando Fonseca    | FC Porto B             |
| Francisco Ramos     | GD Chaves              |
| Carlos Mané         | Sporting CP            |
| Tiago Silva         | CD Feirense            |

| Drużyna    | Konkurencja      | Faza grupowa     | Faza grupowa     | Faza grupowa     | Faza grupowa | Ćwierćfinały     | Półfinały        | Finał            |
| Drużyna    | Konkurencja      | Przeciwnik Wynik | Przeciwnik Wynik | Przeciwnik Wynik | Pozycja      | Przeciwnik Wynik | Przeciwnik Wynik | Przeciwnik Wynik |
| ---------- | ---------------- | ---------------- | ---------------- | ---------------- | ------------ | ---------------- | ---------------- | ---------------- |
| Portugalia | turniej mężczyzn | Argentyna W 2:0  | Honduras W 2:1   | Algieria R 1:1   | 1. (Q)       | Niemcy P 0:4     | NQ               | NQ               |

### Pływanie
| Zawodnik            | Konkurencja                      | Eliminacje | Eliminacje | Półfinały | Półfinały | Finał     | Finał   |
| Zawodnik            | Konkurencja                      | Czas       | Pozycja    | Czas      | Pozycja   | Czas      | Pozycja |
| ------------------- | -------------------------------- | ---------- | ---------- | --------- | --------- | --------- | ------- |
| Diogo Carvalho      | 200 m stylem zmiennym mężczyzn   | 2:00,17    | 19.        | NQ        | NQ        | NQ        | NQ      |
| Alexis Santos       | 200 m stylem zmiennym mężczyzn   | 1:59,67    | 12. (Q)    | 2:00,08   | 5.        | NQ        | NQ      |
| Alexis Santos       | 400 m stylem zmiennym mężczyzn   | 4:15,84    | 14.        | —         | —         | NQ        | NQ      |
| Tamila Holub        | 800 m stylem dowolnym kobiet     | 8:45,36    | 24.        | —         | —         | NQ        | NQ      |
| Victoria Kaminskaya | 200 m stylem zmiennym kobiet     | 2:16,78    | 35.        | NQ        | NQ        | NQ        | NQ      |
| Victoria Kaminskaya | 400 m stylem zmiennym kobiet     | 4:46,03    | 28.        | —         | —         | NQ        | NQ      |
| Vânia Neves         | 10 km na otwartym akwenie kobiet | —          | —          | —         | —         | 2:01:39.3 | 24.     |

### Strzelectwo
| Zawodnik   | Konkurencja                             | Eliminacje | Eliminacje | Finał | Finał   |
| Zawodnik   | Konkurencja                             | Wynik      | Pozycja    | Wynik | Pozycja |
| ---------- | --------------------------------------- | ---------- | ---------- | ----- | ------- |
| João Costa | pistolet pneumatyczny, 10 m (mężczyźni) | 578        | 11.        | NQ    | NQ      |
| João Costa | pistolet dowolny, 50 m (mężczyźni)      | 554        | 11.        | NQ    | NQ      |

### Taekwondo
| Zawodnik     | Konkurencja     | 1/16 finału         | Ćwierćfinały     | Półfinały        | Repasaże         | Finał            |
| Zawodnik     | Konkurencja     | Przeciwnik Wynik    | Przeciwnik Wynik | Przeciwnik Wynik | Przeciwnik Wynik | Przeciwnik Wynik |
| ------------ | --------------- | ------------------- | ---------------- | ---------------- | ---------------- | ---------------- |
| Rui Bragança | −58 kg mężczyzn | Muñoz Oviedo W 14-3 | Pié P 1-4        | NQ               | NQ               | NQ               |

### Tenis stołowy
| Zawodnik                                    | Konkurencja                | Eliminacje       | Runda 1          | Runda 2          | Runda 3          | Runda 4          | Ćwierćfinały     | Półfinały        | Finał            |
| Zawodnik                                    | Konkurencja                | Przeciwnik Wynik | Przeciwnik Wynik | Przeciwnik Wynik | Przeciwnik Wynik | Przeciwnik Wynik | Przeciwnik Wynik | Przeciwnik Wynik | Przeciwnik Wynik |
| ------------------------------------------- | -------------------------- | ---------------- | ---------------- | ---------------- | ---------------- | ---------------- | ---------------- | ---------------- | ---------------- |
| Tiago Apolónia                              | singiel mężczyzn           | BYE              | BYE              | BYE              | Tokić P 1-4      | NQ               | NQ               | NQ               | NQ               |
| Marcos Freitas                              | singiel mężczyzn           | BYE              | BYE              | BYE              | Ionescu W 4-1    | Lei W 4-0        | Mizutani P 2-4   | NQ               | NQ               |
| Tiago Apolónia Marcos Freitas João Monteiro | turniej drużynowy mężczyzn | —                | —                | —                | —                | Austria P 1-3    | NQ               | NQ               | NQ               |
| Shao Jieni                                  | singiel kobiet             | BYE              | BYE              | Zhang P 0-4      | NQ               | NQ               | NQ               | NQ               | NQ               |
| Yu Fu                                       | singiel kobiet             | BYE              | BYE              | Komwong P 3-4    | NQ               | NQ               | NQ               | NQ               | NQ               |

### Tenis ziemny
| Zawodnik                | Konkurencja      | Runda 1               | Runda 2                   | Runda 3                    | Ćwierćfinały     | Półfinały        | Finał            |
| Zawodnik                | Konkurencja      | Przeciwnik Wynik      | Przeciwnik Wynik          | Przeciwnik Wynik           | Przeciwnik Wynik | Przeciwnik Wynik | Przeciwnik Wynik |
| ----------------------- | ---------------- | --------------------- | ------------------------- | -------------------------- | ---------------- | ---------------- | ---------------- |
| Gastão Elias            | singiel mężczyzn | Kokkinakis W 7-6, 7-6 | Johnson P 3-6, 4-6        | NQ                         | NQ               | NQ               | NQ               |
| João Sousa              | singiel mężczyzn | Haase W 6-1, 7-5      | del Potro P 3-6, 6-1, 3-6 | NQ                         | NQ               | NQ               | NQ               |
| Gastão Elias João Sousa | debel mężczyzn   | —                     | Martin/Zelenay W 6-4, 6-2 | Nestor/Pospisil P 3-6, 4-6 | NQ               | NQ               | NQ               |

### Triathlon
| Zawodnik          | Konkurencja | Czas    | Pozycja |
| ----------------- | ----------- | ------- | ------- |
| Miguel Arraiolos  | mężczyźni   | 1:53:35 | 44.     |
| João José Pereira | mężczyźni   | 1:45:52 | 5.      |
| João Silva        | mężczyźni   | 1:51:33 | 35.     |

### Żeglarstwo
| Zawodnik              | Konkurencja      | Wyścig | Wyścig | Wyścig | Wyścig | Wyścig | Wyścig | Wyścig | Wyścig | Wyścig | Wyścig | Wyścig | Wyścig | Wyścig          | Punkty | Pozycja |
| Zawodnik              | Konkurencja      | 1      | 2      | 3      | 4      | 5      | 6      | 7      | 8      | 9      | 10     | 11     | 12     | Wyścig finałowy | Punkty | Pozycja |
| --------------------- | ---------------- | ------ | ------ | ------ | ------ | ------ | ------ | ------ | ------ | ------ | ------ | ------ | ------ | --------------- | ------ | ------- |
| João Rodrigues        | RS:X (mężczyźni) | 21     | 10     | 23     | 15     | 15     | 10     | 15     | 12     | 4      | 4      | 12     | 7      | NQ              | 148    | 11.     |
| Gustavo Lima          | Laser            | 15     | 15     | 20     | 25     | 15     | 8      | 11     | 28     | 38     | 33     | —      | —      | NQ              | 175    | 22.     |
| José Costa Jorge Lima | 49er (mężczyźni) | 4      | 4      | 18     | 6      | 16     | 21     | 11     | 19     | 4      | 9      | 19     | 12     | NQ              | 122    | 16.     |